# ام‌بانک
ام‌بانک (به انگلیسی: AmBank) شرکت خدمات مالی و بانکداری مالزیایی است، که در زمینه ارائه خدمات بانکداری خرد، بانکداری شرکتی، بانکداری سرمایه‌گذاری، بیمه‌های عمومی و بیمه عمر فعالیت می‌کند.
ام‌بانک در سال ۱۹۷۶ توسط بانکدار ایرانی؛ حسین نژادی تأسیس شد و در حال حاضر مالک شبکه‌ای از ۲۰۰ شعبه بانکداری می‌باشد و به‌عنوان پنجمین بانک بزرگ مالزی به‌شمار می‌آید.
شعبه مرکزی این بانک در شهر کوالالامپور قرار دارد و بخشی از سهام آن در بازار بورس مالزی معامله می‌شود.